# Flughafen Ndola

i7
i11
i13
Der Simon Mwansa Kapwepwe International Airport (bis 2011 Ndola International Airport, IATA-Code: NLA, ICAO-Code: FLND) ist ein internationaler Verkehrsflughafen in Sambia nahe der Stadt Ndola. Er ist seit 2011 nach Simon Mwansa Kapwepwe benannt. 
Der Flughafen ging um 1938 als Militärflugplatz der britischen Luftwaffe in Betrieb. Nachdem die Royal Air Force vom Flughafen abgezogen war, stand dieser zur Disposition. 1958 wandelte man den Flughafen deshalb zum Zivilflughafen um. In den nächsten Jahrzehnten passierte bautechnisch wenig am Flughafen, während die Passagierzahlen stetig stiegen. Das führte dann zu einem Flughafen, welcher technisch veraltet, überlastet, der Zeit nicht entsprechend und wegen seines von der Bauweise noch stark auf militärische Bedürfnisse ausgerichtet gebliebenen und deshalb suboptimal nutzbar war. Deshalb kündigte man 2009 umfangreiche Modernisierungs- und Neubauprogramme an, um den Ndola International Airport kundenfreundlicher zu machen.
Der Flughafen wird im Passagierverkehr von zahlreichen Fluggesellschaften mit vielen regionalen Zielen verbunden. Pro Monat nutzen mehr als 70.000 Passagiere den Flughafen.
Das Modernisierungsprogramm wird vom nationalen Flughafenbetreiber Sambias, der National Airports Corporation Limited (NACL) getragen und wird ungefähr eine Billiarde Sambische Kwacha kosten. Es umfasst neue Parkanlagen für Autos, welche etwa mit 70 % des Budgets zu Buche schlagen und eine grundlegende Terminalrenovierung, auf welche etwa die restlichen 30 % Prozent des Budgets entfallen. Der neue Flughafen wurde am 7. Oktober 2021 eröffnet. Die Baukosten lagen bei 400 Millionen US-Dollar.

## Zwischenfälle
Am 18. September 1961 verunglückte eine von der UNO gecharterte Douglas DC-6 der Transair Sweden im Landeanflug auf Ndola. An Bord der Maschine befand sich UNO-Generalsekretärs Dag Hammarskjöld, der bei dem Zwischenfall ums Leben kam.